# Terra di San Benedetto
La Terra di San Benedetto (Terra Sancti Benedicti in latino) fu il dominio fondiario e feudale sviluppatosi tra l'VIII secolo ed il XIX secolo nel territorio d'influenza dell'Abbazia di Montecassino, grande polo religioso, politico e culturale del Medioevo. La Terra di San Benedetto ha fatto parte, secondo la successione storica, del Ducato di Benevento, del Principato di Capua, del Regno di Sicilia, del Regno di Napoli, del Regno delle Due Sicilie. 
Al riguardo, è bene tener presente che la Terra di San Benedetto, nonostante l'ampia autonomia di cui godette in alcuni periodi, non fu mai, né di diritto né di fatto, uno stato indipendente, come lo furono invece, almeno di fatto, le signorie dell'Italia settentrionale, a cui talora la natura del dominio dell'Abbazia di Montecassino è stata impropriamente assimilata. La Terra di San Benedetto è dunque parte integrante degli stati meridionali e ne ha sempre seguito le vicissitudini politiche. Nella sua minima estensione, andava dall'entroterra di Cassino al Mar Tirreno attraverso la valle del Garigliano. Il fiume ed i suoi affluenti fungevano da importante collegamento interno e tra l'Abbazia ed il mare.

## Storia

### Fondazione
Fino al 744, il territorio nei pressi di Montecassino era suddiviso in fondi imperiali e fondi delle ricche gentes locali, come gli Ummidia, i Paccia e i Luccia. Non esisteva quindi un effettivo potere temporale del monastero.
La nascita della Terra di San Benedetto va rintracciata nella cospicua donazione di terre fatta nel 744 al monastero dal longobardo Gisulfo II, duca di Benevento. La donazione probabilmente fu di carattere sia religioso che politico: si garantiva così un'alleanza tra la Chiesa e i duchi beneventani per difendersi reciprocamente nella zona occidentale della Terra dove corrono importanti direttrici nord-sud. Nei secoli successivi, progressivamente al cenobio vennero offerti monasteri, chiese e castelli con annessi possedimenti, anche oltremare, tramite concessioni e donazioni effettuate da nobili, imperatori e papi, raggiungendo gli ottantamila ettari.

### Le tre fasi della Terra Sancti Benedicti
La storia dei territori legati all'Abbazia benedettina si può suddividere in tre fasi principali che corrispondono a tre diverse impostazioni del controllo del territorio: si ha prima l'epoca della curtis, poi quella del castrum ed infine quella dello sviluppo delle universitas civium. Successivamente l'Abbazia perde progressivamente lo storico potere temporale.

#### Epoca dellacurtis(secoli VIII - IX)

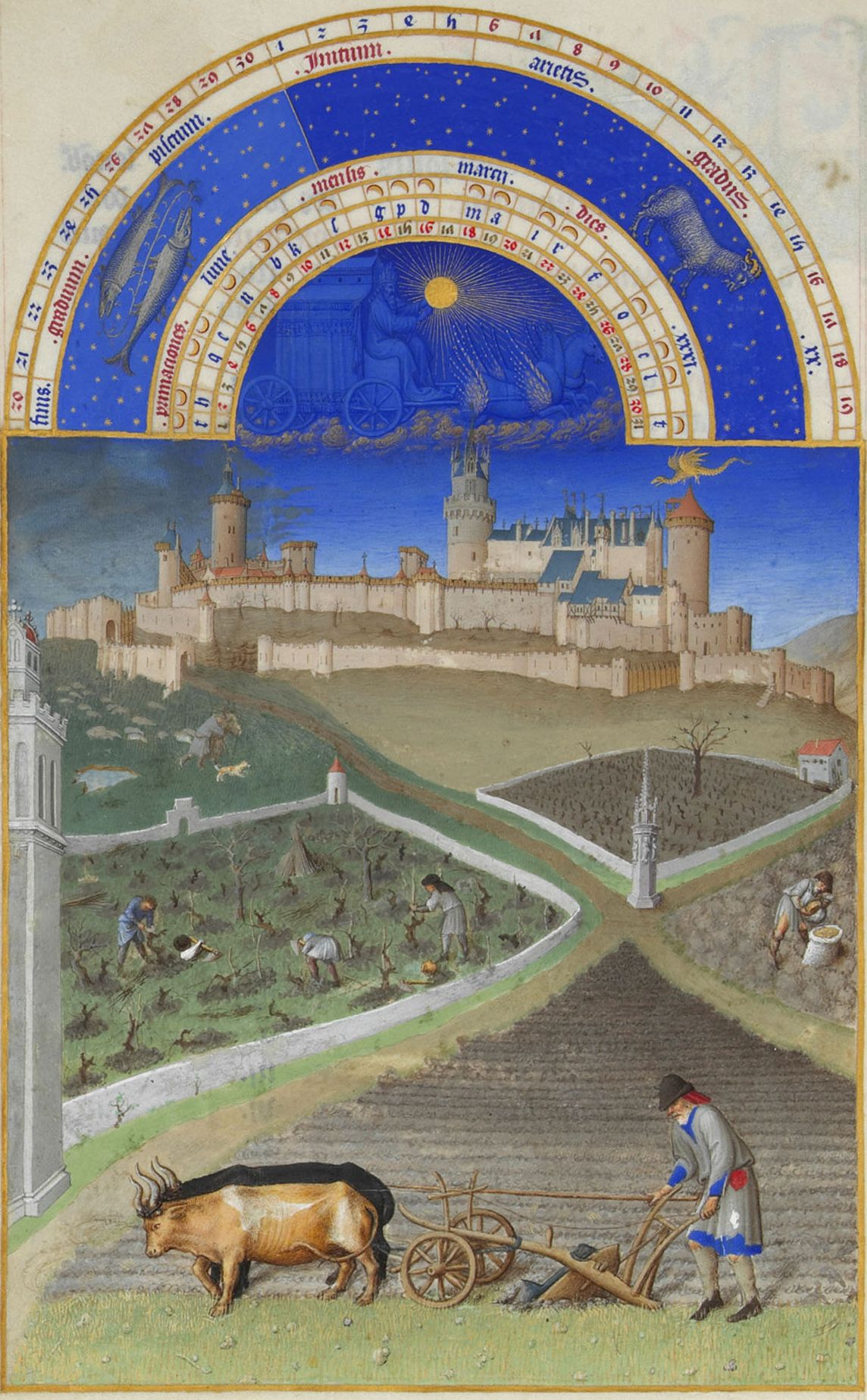
Lavoro nella curtis.

La curtis è l'organismo fondiario fondamentale dell'epoca della Terra Sancti Benedicti che va dal 744, anno della donazione da parte di Gisulfo II di Benevento, all'883, anno della distruzione dell'Abbazia per mano dei Saraceni.
Sul territorio donato, i monaci avevano autonomia totale di controllo e gestione in quanto loro proprietà privata. Essi si adoperarono subito a riorganizzare razionalmente l'area: vennero intraprese attività di bonifica dell'area paludosa nei pressi del fiume Rapido e vennero distribuite strategicamente sul territorio degli avamposti costituiti da piccoli monasteri, le cellae. La parte del possedimento che faceva capo ad una cella era appunto la curtis. Venne intrapresa l'edificazione di una vasta basilica, il Divin Salvatore, ovverosia la curtis maior da cui dipendevano le altre.
Ogni curtis tendeva ad essere economicamente autonoma, in linea con lo spirito della Regola benedettina. Il terreno era lavorato direttamente dai monaci o dagli angarari, cioè i dipendenti che annualmente dovevano prestarsi ad un numero fissato di giornate lavorative, le angariae. Vi erano poi le curtis concesse a coloni e le pertinentiae, ovvero una specie di demanio del monastero da cui gli abitanti prendevano i materiali di prima necessità.
In tale epoca fu fondata ai piedi dell'abbazia la città di Eulogimenopoli dall'abate Bertario. Le cellae costellarono un ampio territorio, ma erano tra loro disperse; tramite scambi di particelle fondiarie, Montecassino e le altre signorie laiche ed ecclesiastiche tendevano a creare continuità tra i propri possedimenti.
Nell'883, il monastero di Montecassino, del Salvatore e tutte le cellae furono saccheggiati ed incendiati dai Saraceni, segnando la fine dell'epoca della curtis.

#### Epoca delcastrum(secoli IX - XI)
A seguito delle scorrerie dei saraceni e la distruzione di Montecassino, i monaci superstiti si rifugiarono a Capua. Seguirono una quarantina di anni di insicurezza e instabilità con la conseguenza dell'arretramento della superficie coltivata. La vittoria nell'agosto 915 della lega cristiana di papa Giovanni X nella battaglia del Garigliano segnò la ripresa da parte della nobiltà locale del controllo della Terra. I monaci ritornano a Montecassino nel 949. Nel periodo che segue il castrum, insediamento concentrato e fortificato sulle alture, diventa progressivamente l'elemento fondamentale di controllo e amministrazione del territorio e lo rimarrà per centinaia di anni.

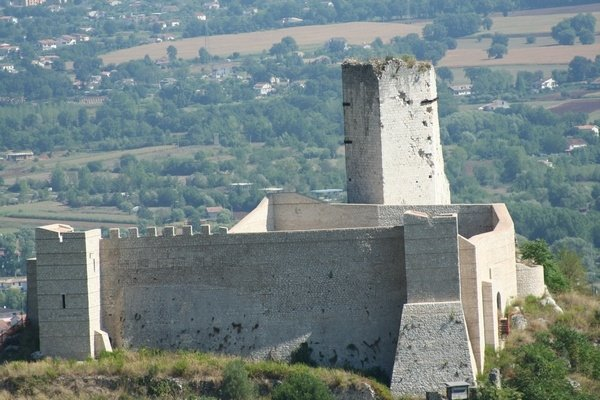
La Rocca Janula, avamposto militare a difesa dell'Abbazia di Montecassino.

Nel 967 Pandolfo Capodiferro, principe di Benevento, concede all'abate lo ius munitionis, ossia il privilegio di fortificare liberamente. L'Abbazia e la nobiltà laica, con la popolazione in crescita, si adoperarono per riorganizzare i possedimenti: si rivendicarono i possedimenti, si ripopolò il territorio, si realizzarono opere di bonifica, si misero a coltura nuove aree e si realizzarono, appunto, i castra, rioccupando gli insediamenti abbandonati e fondandone di nuovi, spesso utilizzando le antiche cellae come nucleo di aggregazione.
Grazie all'utilizzo di contratti livellari della durata di ventinove anni, gli abati cassinesi a partire da Aligerno riuscirono ad attrarre anche coloni dal vicino Abruzzo a cui affidare i terreni (in particolare dalla Marsica e dalla Contea di Valva). Le condizioni erano molto favorevoli: all'Abbazia era versata la settima parte delle messi e la terza parte del vino, tutto il resto era lasciato a loro utilità. L'accentramento delle abitazioni dei coloni all'interno di fortificazioni e l'affidamento ad ogni colono di particelle di terreno rappresentarono le caratteristiche di questo periodo. Non vi era inizialmente una minaccia imminente da rendere indispensabili castelli e torri, ma il ricordo della devastazione saracena e le mire dei potenti vicini furono il motivo di tale scelta.
Ci è giunto un documento esemplare riguardante la fondazione del primo castrum: Sant'Angelo in Theodice. Il contratto attesta che in località at Teudice, attorno alla chiesa di S. Michele Arcangelo, si stanziarono 34 famiglie; ogni famiglia ricevette una particella all'interno delle previste mura, su cui edificare, più una all'esterno, da coltivare; le famiglie dei coloni con i commenditi, i dipendenti, avevano diritto di residenza nel castrum e il dovere di conciare castellum sotto la guida dei magistri fabricatores inviati dall'Abate. In seguito, fu realizzata sul colle Janulo una fortezza turrita per dominare la valle, la Rocca Janula.
A poco a poco il territorio si popola di castra. Nel 991, con Mansone abate, vengono fondati Sant’Elia e Roccasecca. Nei pressi di Aquino fu fortificata la cella dedicata a San Gregorio e dotata di un'imponente torre. Nascono Pignataro, Mortola, Rocca di Vandra, Cocuruzzo, Viticuso, Pontecorvo, Suio, da cui si vede il Tirreno, e altri. Dove il Rapido e il Liri confluiscono, nacque il castello di Iuntura (Giuntura); nei suoi pressi nacque quello di Vandra Monastica; nel 1051 i conti di Aquino promossero la realizzazione del castello di Teramo; dello stesso secolo sono Vallerotonda e Torrocolo (Trocchio). La città ai piedi dell'Abbazia fu ricostruita per volere dell'abate Atenolfo e le venne dato il nome di San Germano.
Già nella bolla papale di Vittore II del 1057 furono elencati diciannove castelli, che divennero una trentina sul finire del secolo, dopo le acquisizioni operate dell'abate Desiderio. Tale Abate fece giungere da Costantinopoli delle porte di bronzo per la Basilica di Montecassino su cui vennero incisi i nomi dei castra.
(Diploma a firma di papa Vittore II, 1057)
Nel frattempo la Terra di San Benedetto si era dotata anche di una milizia abbaziale. Nel 1018, infatti, un gruppo di Normanni superstiti alla sconfitta di Canne, fu assoldato dall'abate Atenolfo e posto a difesa delle proprie terre nella fortezza di Pignataro. Costoro, col tempo, divennero tanto potenti da far temere che si sarebbero impadroniti di tutto lo stato abbaziale. Preoccupato da ciò, l'abate Richerio affidò la difesa territoriale agli stessi abitanti, scegliendo in seguito quelli che si sarebbero occupati esclusivamente della professione militare. Con il tempo si verrà a creare così una nuova classe sociale, quella dei milites, a cui verranno assegnati crescenti privilegi; a loro soltanto, ad esempio, spettavano le terrae sine servitio. Inoltre, i soldati a cavallo, cioè i più ricchi, che rappresentavano la piccola aristocrazia, avevano diritto di ricevere un mantenimento per il cavallo ed erano esentati dal pagare le tasse sul terreno. Tali diritti erano in sostanza il pagamento del servizio militare e decadevano con la sua cessazione.

#### Sviluppo dell’Universitas Civium(secoli XI - XIII)

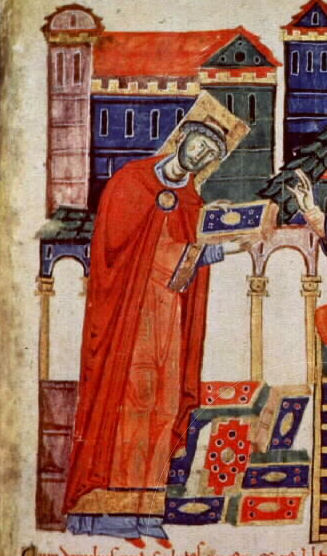
Desiderio nell'atto di donare a San Benedetto i beni temporali e i libri di Montecassino (particolare da una miniatura cassinense).

La terza epoca inizia sul finire dell'Undicesimo secolo, quando i castra sono consolidati: la popolazione dei castelli prende consapevolezza sociale e comincia ad organizzarsi in Universitas civium, per far valere i propri diritti nei confronti dell'Abbazia. La possibilità d'azione dei castelli era comunque limitata dato che spettava all'Abate la nomina delle cariche pubbliche principali e la terra era proprietà del monastero.
Il secolo XI fu il secolo d'oro dell'abbazia che crebbe notevolmente in potenza politica ed economica, grazie anche al grande flusso di donazioni e diritti che costantemente ricevette. In questo stesso periodo l'abbazia trova il suo sbocco a mare grazie agli abati Federico e soprattutto Desiderio, ottenendo i castelli di Fratte, Mortola, Terame, Cocuruzzo, Traetto, Spigno, Suio e la Torre a Mare di Pandolfo I Capodiferro.
Questo sviluppo inizia attraverso il riconoscimento di Chartae Libertatis: l'Abate fissava con i rappresentanti le condizioni e gli obblighi nei reciproci rapporti. L'abate Desiderio concesse agli abitanti di Trajetto queste carte di franchigia nel 1061. In quelle concesse a Suio nel 1079 si legge che l'Abate s'impegnava nel concedere alla cittadinanza di amministrare la legge e la giustizia e nel non nominare senza consenso amministratori estranei al loro territorio. Questa evoluzione era favorita dal crescere del frazionamento dei possessi a causa di donazioni e vendite parziali e suddivisioni ereditarie. Lo sviluppo delle Universitas semplificava la riscossione dei pagamenti: il pagamento per il rinnovo delle concessioni avveniva attraverso i rappresentanti e la somma veniva ripartita tra i singoli cittadini. In questo periodo aumentarono anche i servizi che dovevano prestare quelli a cui erano concessi i terreni, divenuti terrae de servitio.
Delle immani ricchezze accumulate nel monastero si impossessò, tuttavia, Ruggero II per alimentare le spese militari per la conquista del Regno di Sicilia, nel 1137. Da questo momento, iniziò una fase di decadimento. Il potere abbaziale in questo periodo venne, infatti, limitato dall'esterno, iniziando dai Normanni che governavano il sud della Penisola. Nel 1199, le truppe imperiali assediarono l'abbazia stanziando a San Germano. La Terra di San Benedetto si trovò al centro di importanti vicende dei principi Svevi, che limitarono ancora di più il potere dell'Abbazia: nel 1230 la stessa città fu luogo della firma della pace tra il papa Gregorio IX e l'imperatore Federico II; nel 1266 ancora a San Germano gli uomini di Manfredi tentarono di resistere all'invasore Carlo I d'Angiò. Il culmine dell'impoverimento si raggiunse negli ultimi anni della dominazione sveva, quando i monaci furono cacciati da Montecassino ed il monastero fu trasformato in un presidio militare e spogliato di tutte le sue ricchezze.
Dopo queste turbolente vicende, l'abate Bernardo I Ayglerio fu protagonista della restaurazione del patrimonio dell'abbazia e la codificazione dei diritti del monastero. Egli accertò i diritti dell'abbazia, gli obblighi dei sudditi, gli usi consuetudinari e li codificò. Fisso anche i confini di ciascun castello, al fine di evitare il ripetersi di gravi e sanguinose contese come già avvenuto in passato. La sua opera, riassunta in tre Regesti, fu di fondamentale importanza per arrestare quel processo di progressivo sfaldamento feudale cui si era assistito nel secolo precedente.

### La perdita di potere del monastero (secoli XIII - XIX)
Dopo tali fasi di sviluppo, iniziò con alterne vicende la perdita del potere da parte di Montecassino e la dissolvenza del territorio che aveva controllato in organismi più vasti. Un terremoto distrusse l'Abbazia nel 1349 e, malgrado questa sia tornata presto alla sua funzione, l'evento può considerarsi un importante spartiacque. Nel XIV secolo da Roma si cercò di limitare la giurisdizione ecclesiastica dell'abbazia ponendo un vescovo a San Germano, ma gli abati riuscirono a mantenere molte prerogative grazie a papa Urbano V.
La fine ufficiale della signoria feudale si ebbe nel 1806 con l'abolizione dei diritti feudali nel Regno di Napoli sancita dalle cosiddette leggi di eversione della feudalità.

### La giurisdizione ecclesiastica fino al XXI secolo

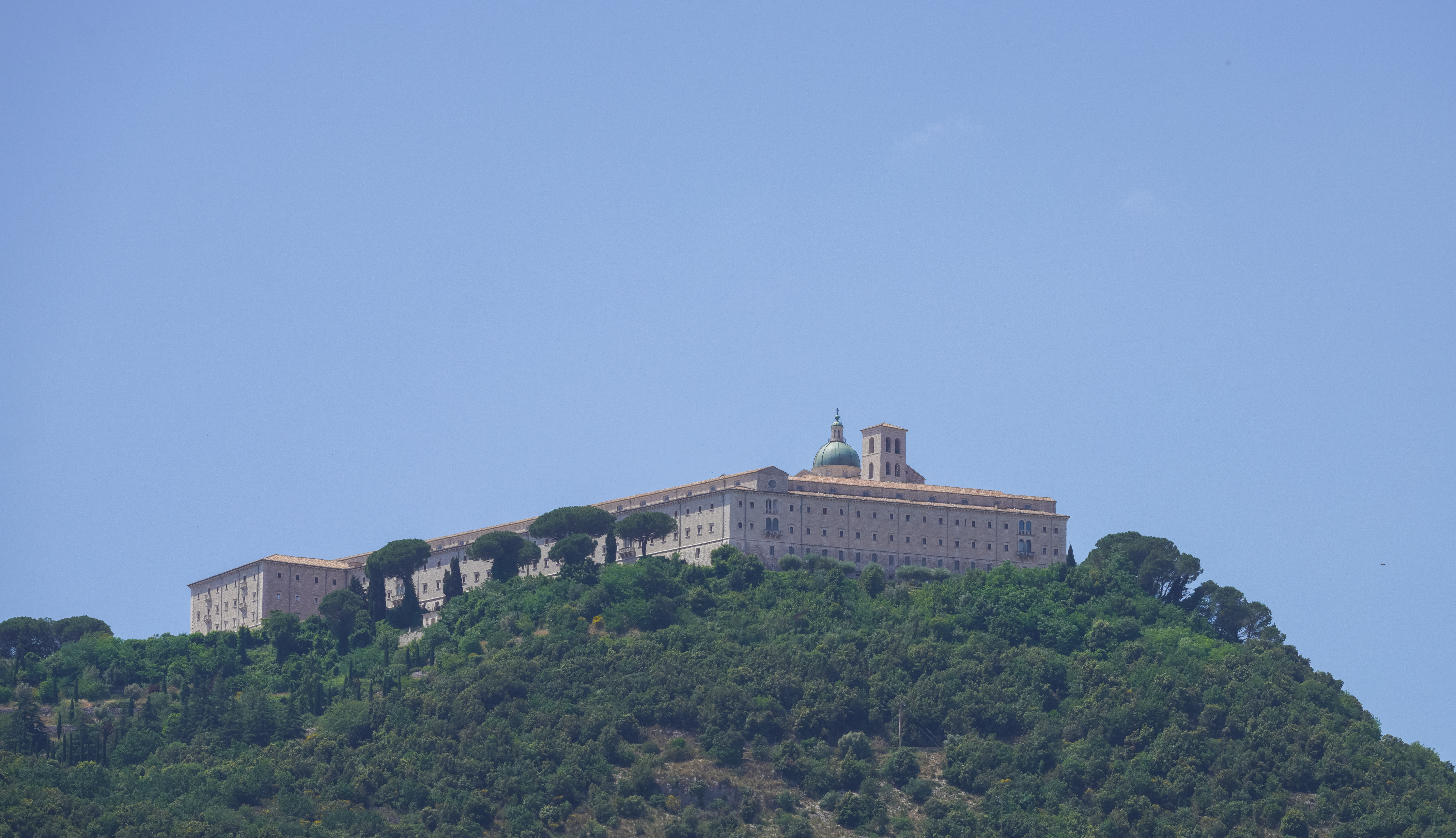
Il monastero oggi.

Con la perdita del potere temporale la giurisdizione dell'abbazia sul territorio circostante rimase soltanto ecclesiastica, come abbazia territoriale: gli abati erano equiparati nelle funzioni a vescovi diocesani, anche se nella maggior parte dei casi non erano insigniti del carattere episcopale.
Tale situazione durò fino al 23 ottobre 2014, quando papa Francesco ridusse il territorio dell'abbazia territoriale alla sola chiesa abbaziale e al monastero, con le immediate pertinenze, mentre il resto della storica Terra Sancti Benedicti passò alla diocesi di Sora-Aquino-Pontecorvo, che contestualmente mutò il proprio nome in quello di Sora-Cassino-Aquino-Pontecorvo.

## Estensione della Terra Sancti Benedicti

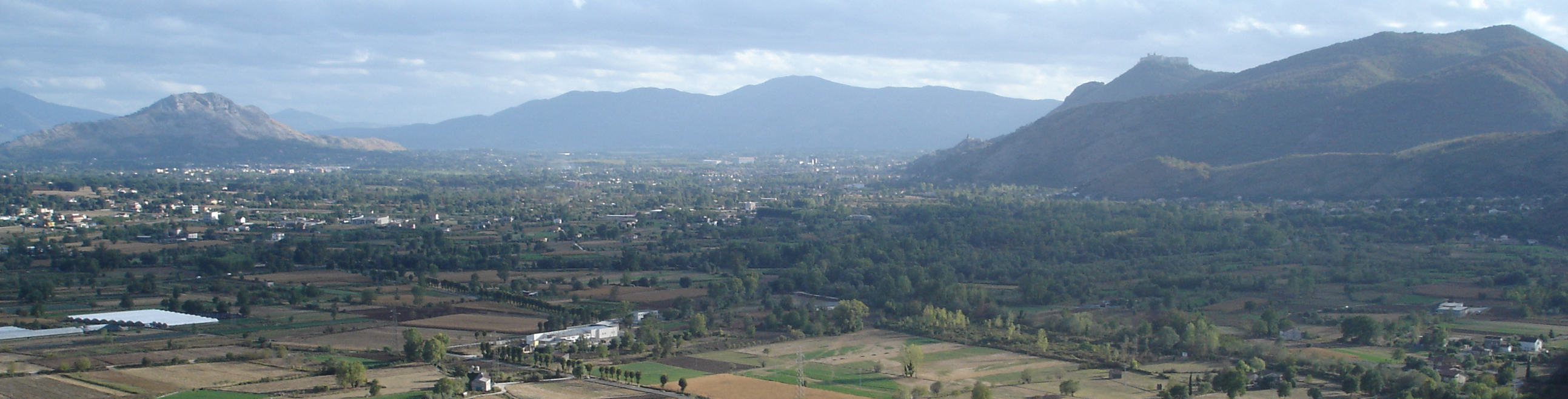
Panorama della campagna di Cassino (Montecassino sulla destra) dal monastero di Casalucense

Nell'VIII secolo, ovvero al momento della donazione di Gisulfo II che segna l'inizio del dominio abbaziale, la Terra di San Benedetto comprendeva i territori corrispondenti alle odierne San Vittore del Lazio, San Pietro Infine, Cervaro, Viticuso, Acquafondata, Vallerotonda (con le frazioni Cardito e Valvori), San Biagio Saracinisco, Villa Latina, Sant'Elia Fiumerapido (compresa Valleluce), Belmonte Castello, Terelle, Piedimonte San Germano, Villa Santa Lucia, Pignataro Interamna, parte di Esperia, San Giorgio a Liri, Castelnuovo Parano, Sant'Apollinare, Vallemaio, Sant'Andrea del Garigliano e Sant'Ambrogio, tutti ruotanti attorno al centro che è Cassino. Molti dei suddetti centri non erano peraltro ancora sorti.

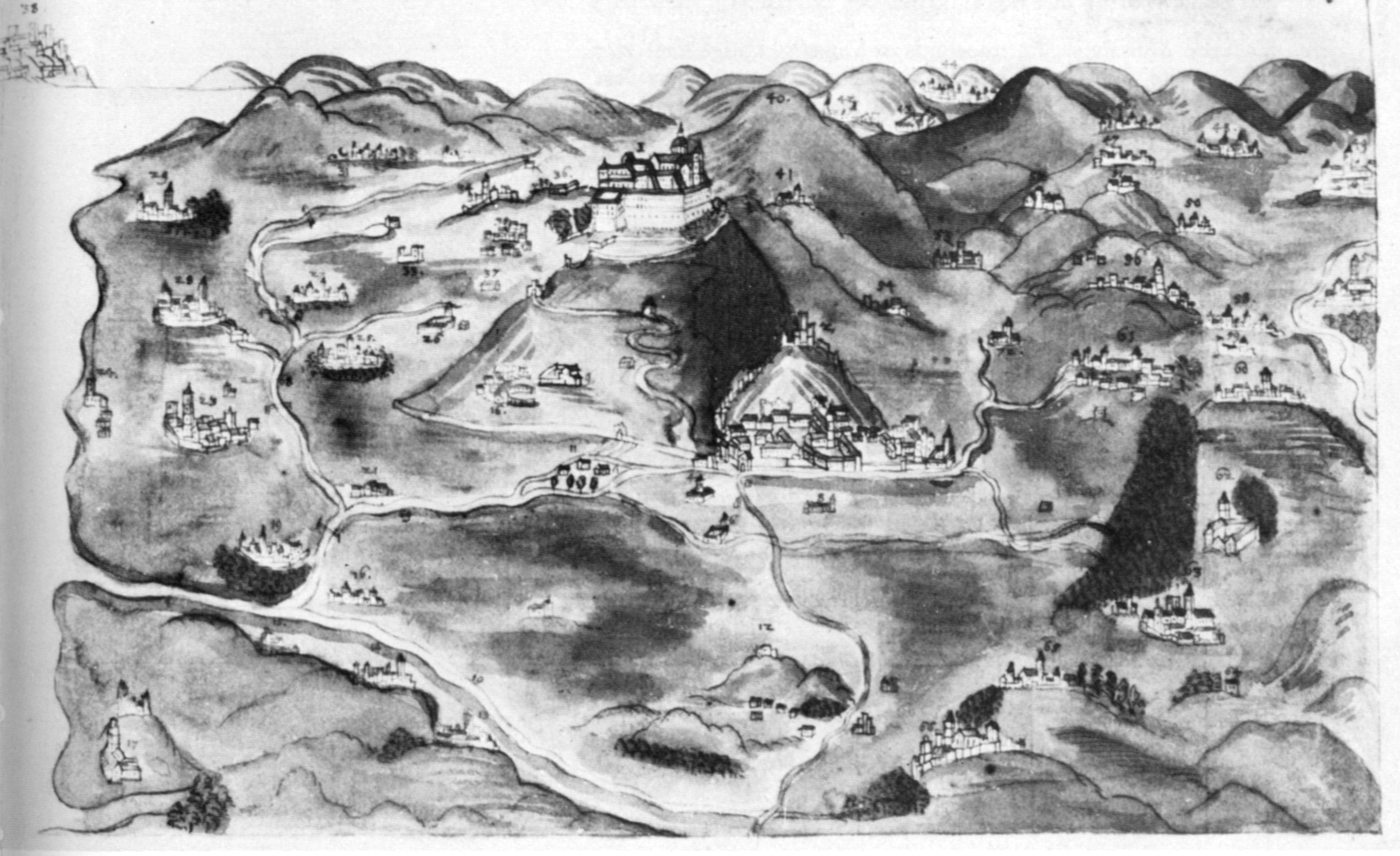
Miniatura dei territori di Montecassino.

Una curiosità è data dal fatto che la quasi totalità dei confini della Terra San Benedicti era visibile ad occhio nudo dal monastero di Montecassino, il che consentiva all'abate di tenere idealmente sotto controllo visivo tutti i suoi possedimenti.
In seguito, grazie a numerose donazioni, il territorio sottoposto alla giurisdizione cassinese fu notevolmente dilatato, fino a raggiungere, nella sua massima estensione tra i 60 000 e gli 80 000 ettari. Probabilmente già dal 748 il monastero ottenne il territorio di San Gregorio d'Aquino, compreso tra le odierne Aquino, Piedimonte San Germano e Castrocielo. Intorno all'anno 788, Montecassino ricevette in donazione il porto di Traetto (l'odierna Minturno) sul Garigliano, consentendogli di avere uno sbocco sul Mar Tirreno. Del territorio benedettino faceva parte inoltre Civita di Sant'Urbano, oggi ricadente nel territorio di Alvito. Nel 1022, si aggiunge Rocca d'Evandro, nel 1043 Castelforte e nel 1058 Coreno. Nel 1105, anche il territorio di Pontecorvo entra a far parte della Terra San Benedicti; infine, nel 1120, fu la volta di Casalcassinese, insieme al castello di Acquafondata.

## Il Corteo Storico "Terra Sancti Benedicti"
Il Corteo Storico "Terra Sancti Benedicti" è una rievocazione delle tradizioni, usi e costumi medievali che si svolge ogni anno dal 1994 a Cassino in occasione dei festeggiamenti di San Benedetto, patrono di Cassino e d'Europa. I figuranti che rappresentano i ceti sociali di borghesia, nobiltà, artigiani, clero e popolo, nonché coloro che rappresentano la Militia Territoriale, sfilano dietro al gonfalone del proprio comune di appartenenza, nei giorni della Settimana di San Benedetto (a cavallo del 21 marzo), esibendosi in danze e giochi popolari.